# Rue Eugène-Delacroix
La rue Eugène-Delacroix est une voie du 16e arrondissement de Paris, en France.

## Situation et accès

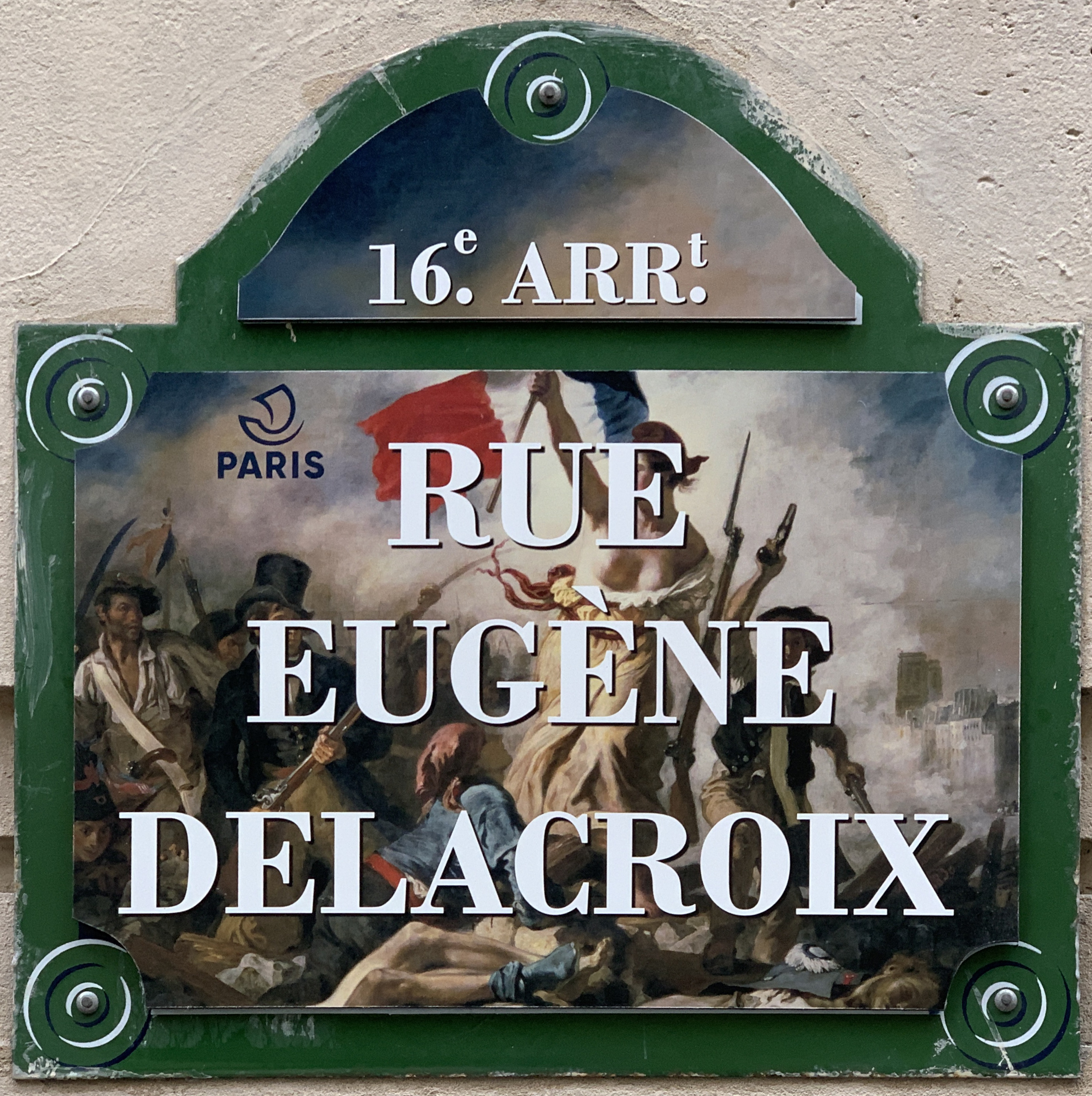
Plaque de rue avec La Liberté guidant le peuple, dont Delacroix est le peintre, en arrière-plan.

La rue Eugène-Delacroix est une voie publique située dans le 16e arrondissement de Paris dans le quartier de Passy. Elle débute au 37, rue Decamps et se termine au 100, rue de la Tour. Longue de 152 mètres et large de 8, elle a une orientation nord-nord-est (côté Decamps) / sud-sud-ouest (côté de la Tour).
La villa de la Tour, la villa Souchier et la rue du Général-Langlois débouchent dans la rue (côté impair, à l'est).
Le quartier est desservi par la ligne de métro 9 à la station Rue de la Pompe.

## Origine du nom

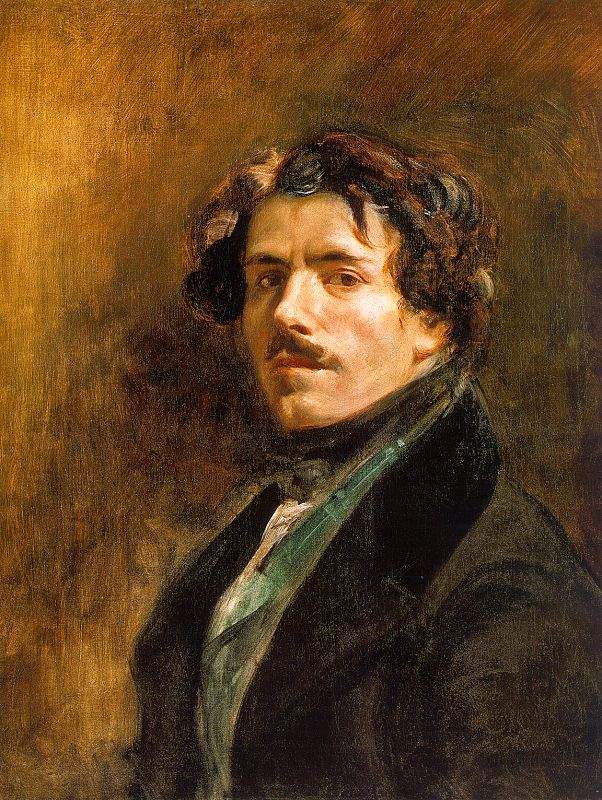
Eugène Delacroix, Autoportrait au gilet vert (1837).

Elle tire son nom du peintre français Eugène Delacroix (1798-1863).

## Historique
Il s'agit d'une voie de l'ancienne commune de Passy. Avec la partie de la rue Decamps située entre l'avenue Georges-Mandel et le rond-point de Longchamp (devenu place de Mexico), elle porte en 1730 le nom de « chemin de Versailles » et traverse la plaine de Passy.
Elle porte ensuite le nom de « chemin de la Croix », à cause d'une croix qui se trouvait autrefois à l'angle avec la rue de la Tour mais qui fut détruite pendant la Révolution française.
En 1825, elle prend le nom de « rue du Chemin-de-la-Croix » puis « rue de la Croix ». En 1838, on la fait se terminer rue de la Pompe (de nos jours la partie sud de la rue Decamps).
En 1868, la partie comprise entre la rue de la Pompe et le rond-point de Longchamp prend le nom de « rue Decamps » et la partie sud le nom de « rue Eugène-Delacroix » à la faveur d'un calembour.
Décret du 10 août 1868
« Napoléon, etc., 

Sur le rapport de notre ministre secrétaire d’État au département de l'Intérieur,
vu l'ordonnance du 10 juillet 1816 ;
vu les propositions de M. le préfet de la Seine ;
avons décrété et décrétons ce qui suit :
Article 12. — Les voies ci-après indiquées du 15e arrondissement prendront les dénominations suivantes :
rue Christine prendra le nom de rue Léonard-de-Vinci ;
rue Neuve-de-la-Pelouse prendra le nom de rue d'Obligado ;
rue de la Pelouse prendra le nom de rue de Saïgon ;
rue du Chemin-de-la-Croix prendra le nom de rue Eugène-Delacroix ;
avenue de l'Alma prendra le nom de rue Chanez ;
etc.
Article 17. — Notre ministre secrétaire d'État au département de l'Intérieur est chargé de l'exécution du présent décret.
Fait au palais de Fontainebleau, le 10 août 1868. »

## Bâtiments remarquables et lieux de mémoire
- No 5 : Victor Jean Desmeures (1895-1978), artiste peintre, y résida.
- No 6 : l'une des premières réalisations communes (1924) sur au moins sept des architectes Henri Preslier et Germain Dorel.
- Nos 7-9 : Institut international de planification de l'éducation (IIPE) de l'UNESCO.
- No 12 : école complémentaire irakienne.
- Nos 13-15 : collège Janson-de-Sailly, site Eugène-Delacroix.

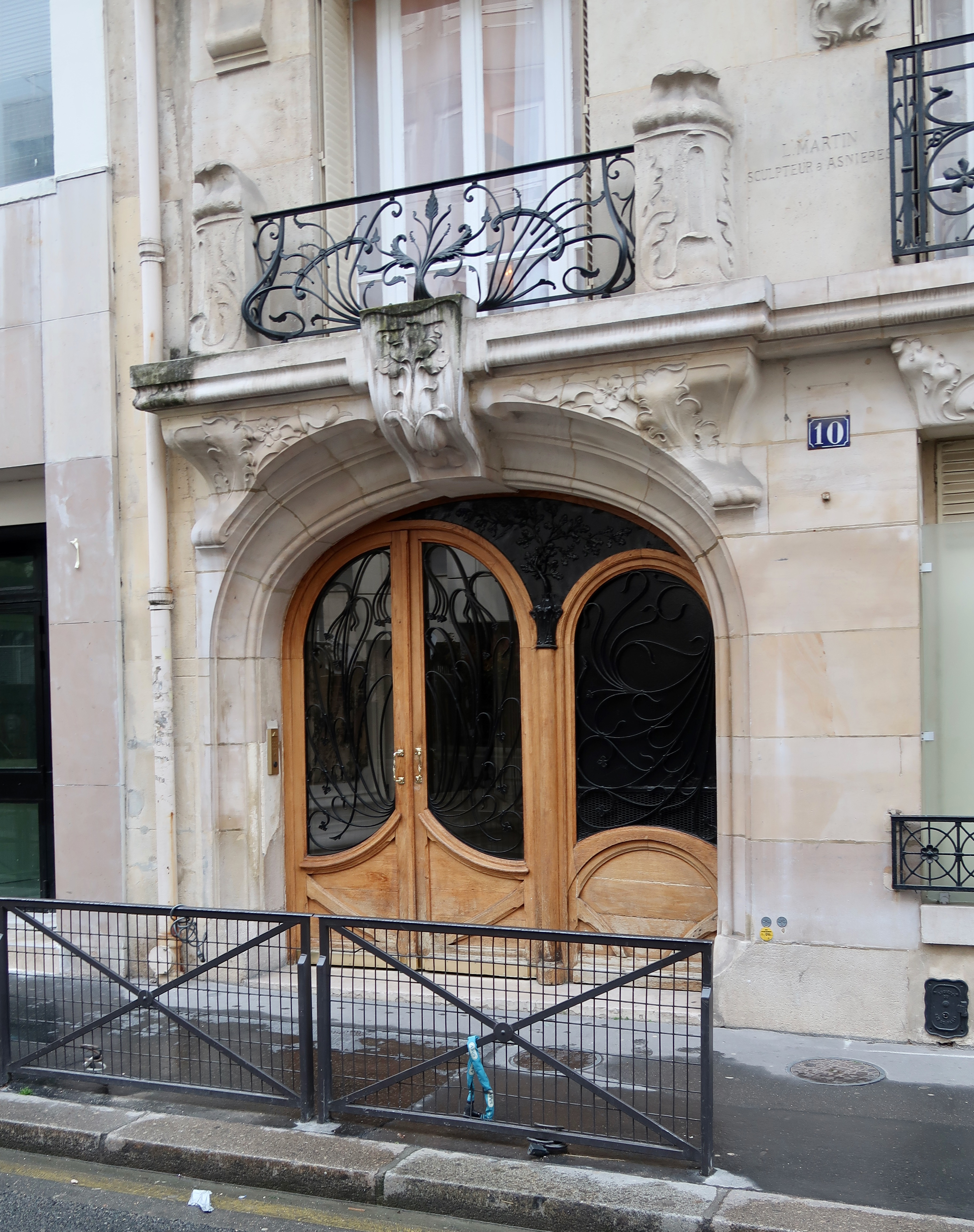
No 10.
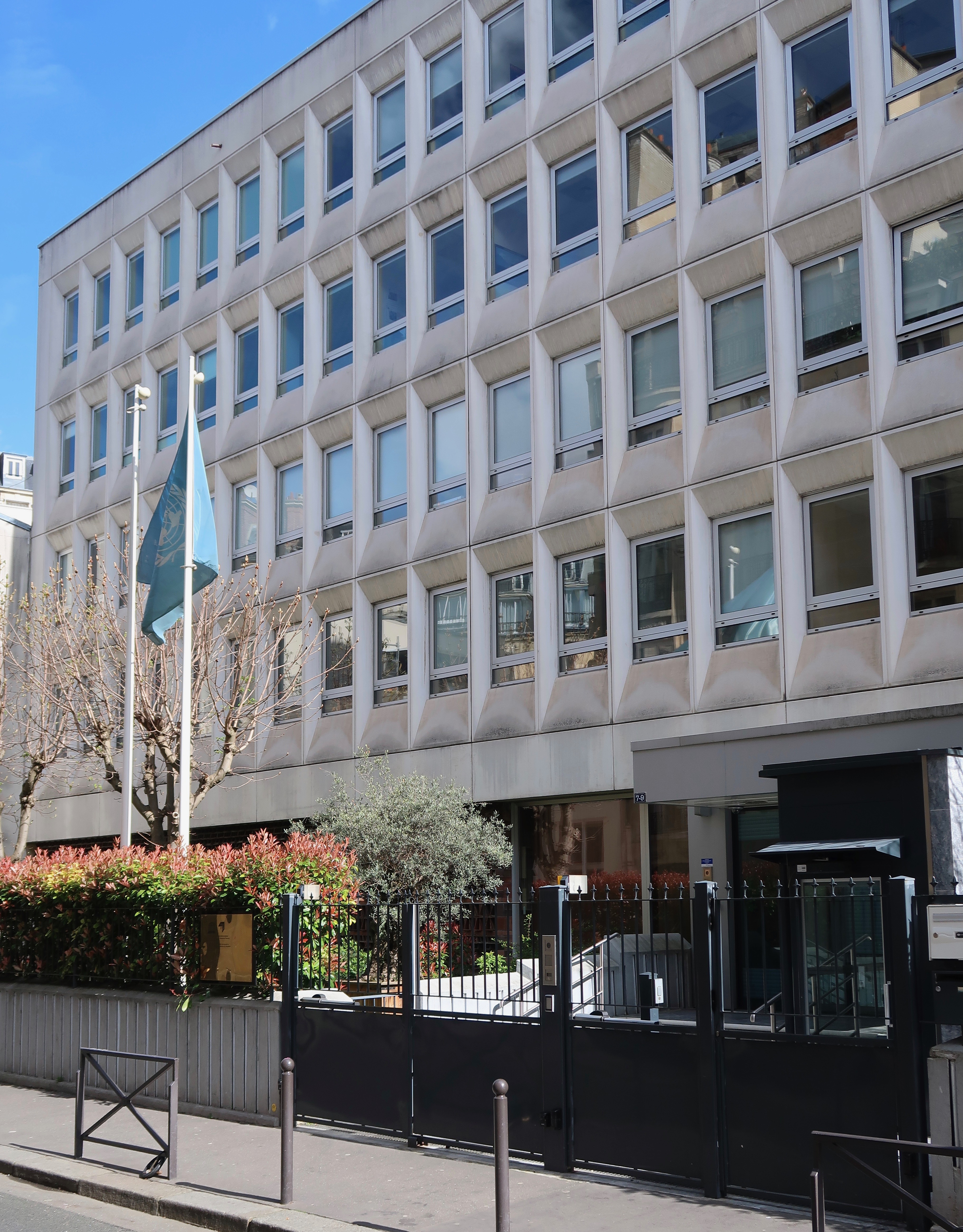
IIPE aux nos 13-15.
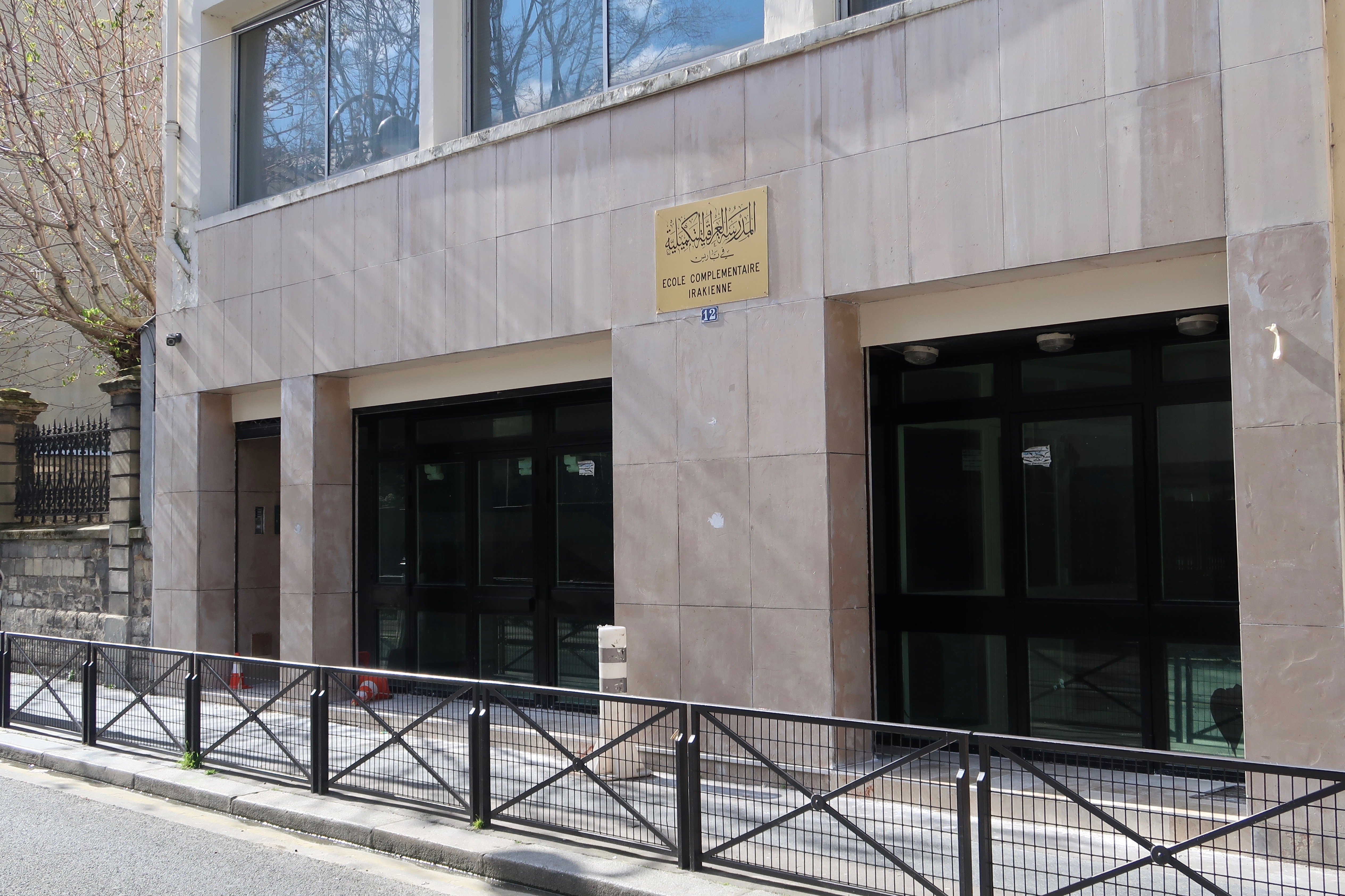
École au no 12.
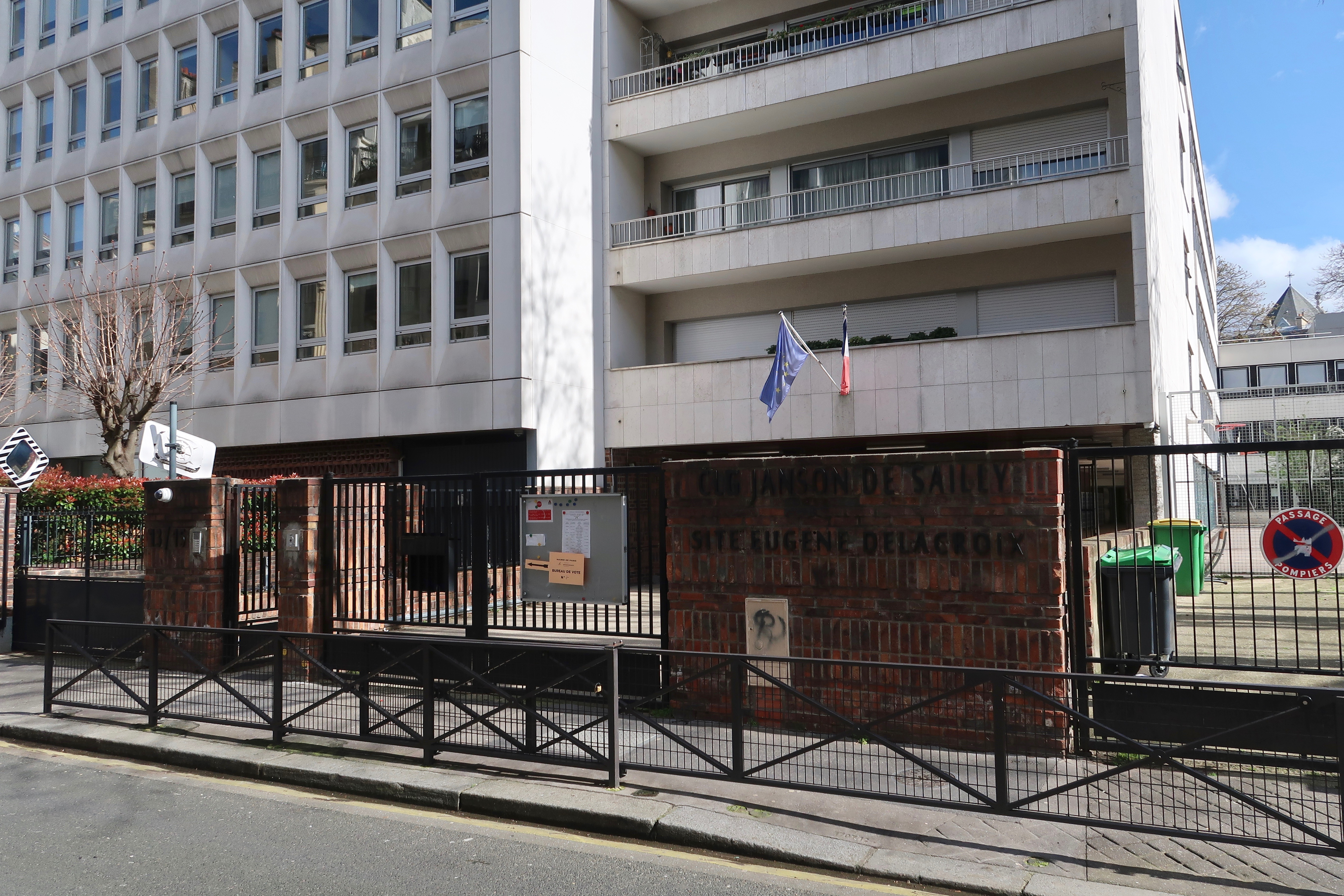
Collège aux nos 13-15.